# Haynes Automobile Company

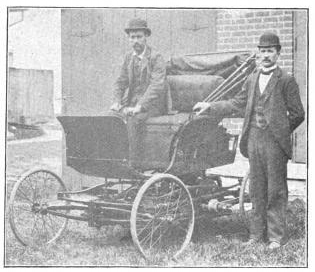
Haynes-Apperson Pioneer von 1894

Haynes-Apperson von 1903

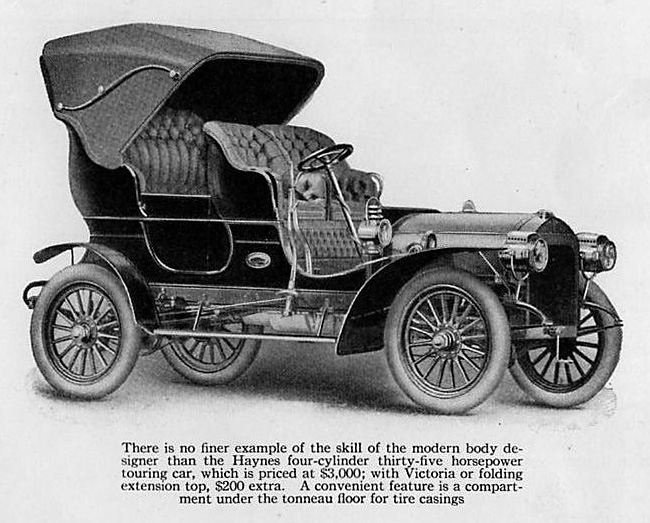
Haynes von 1905

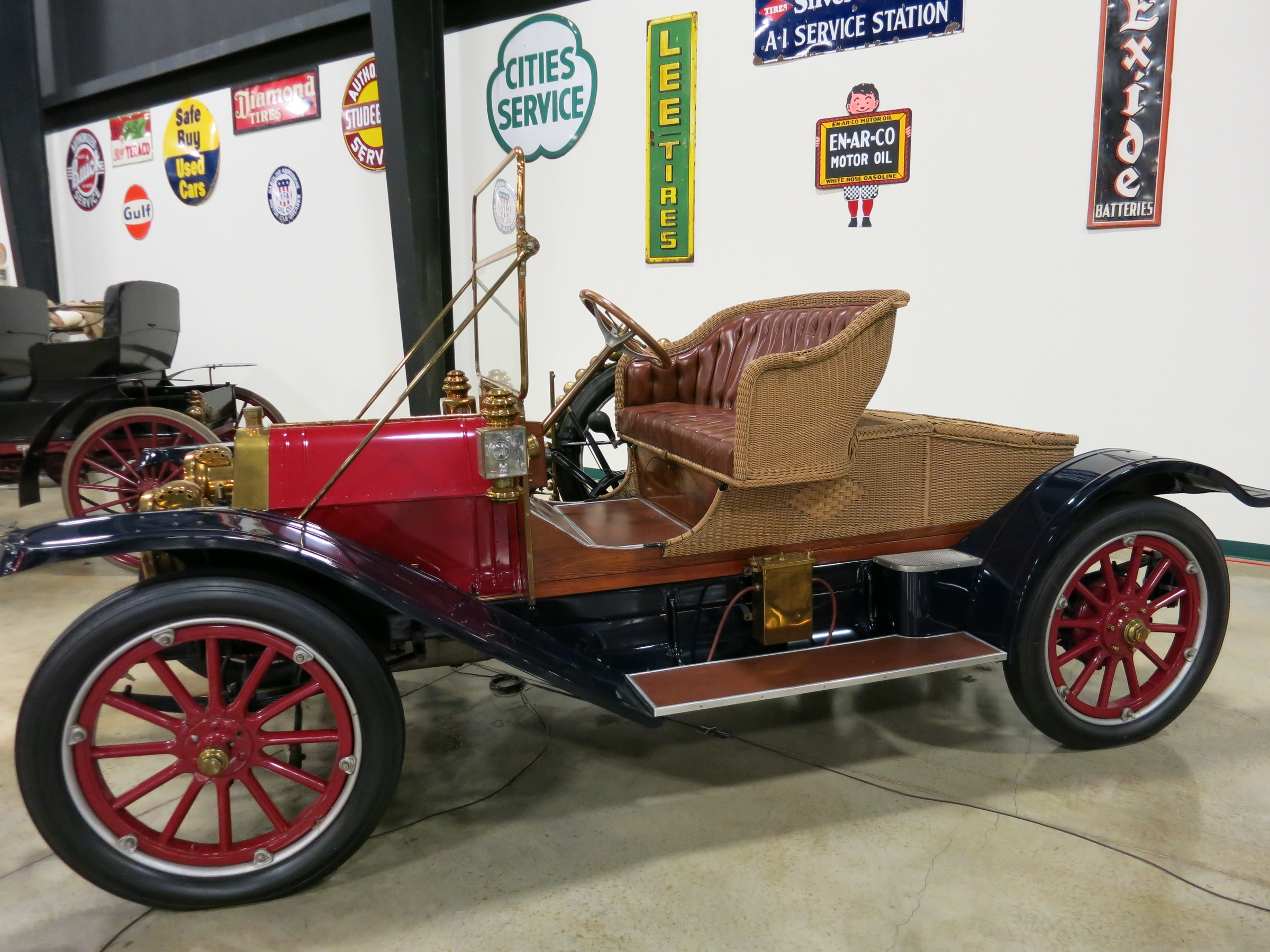
Haynes Model 19 von 1910

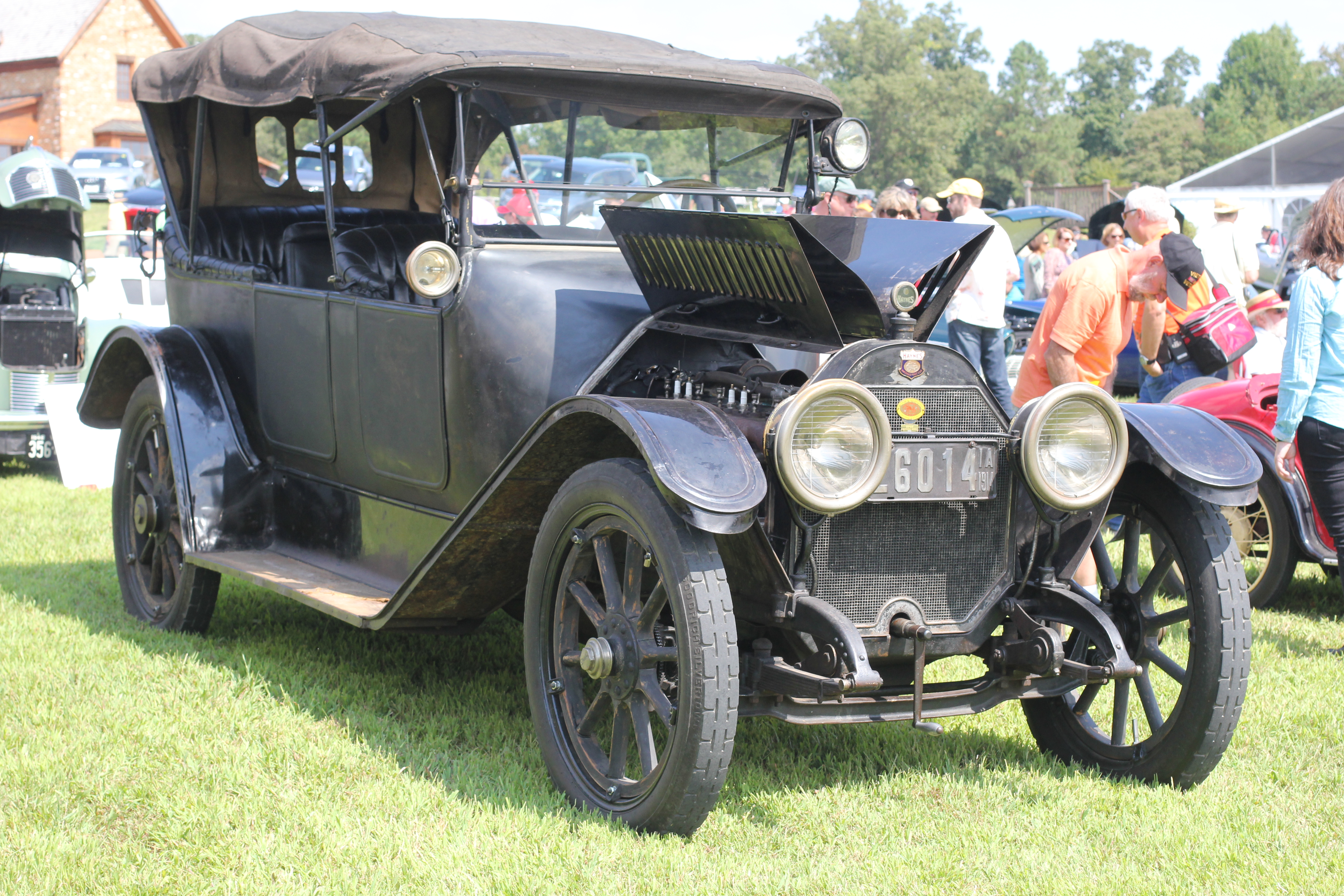
Haynes Model 27 von 1914

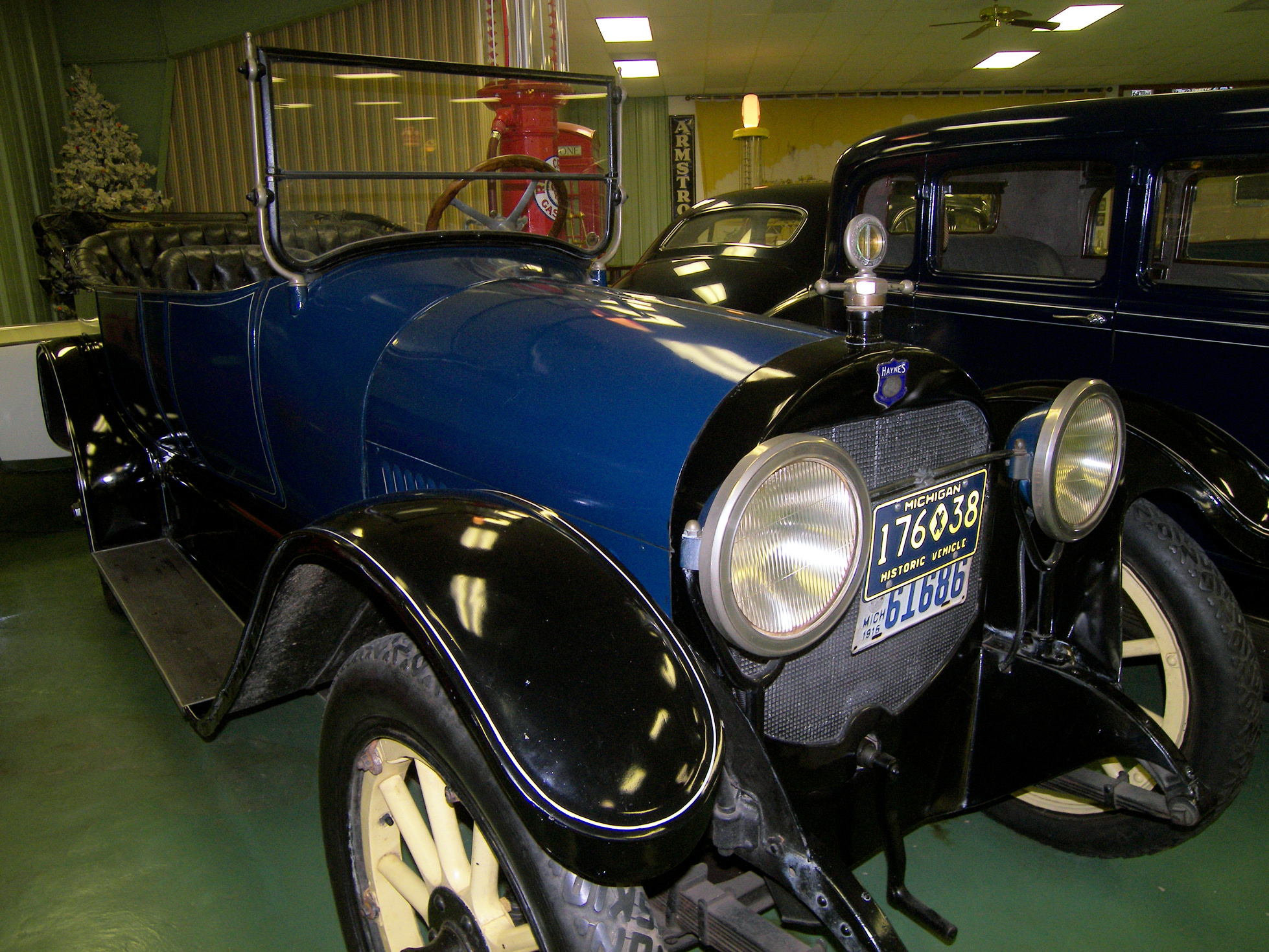
Haynes von 1916

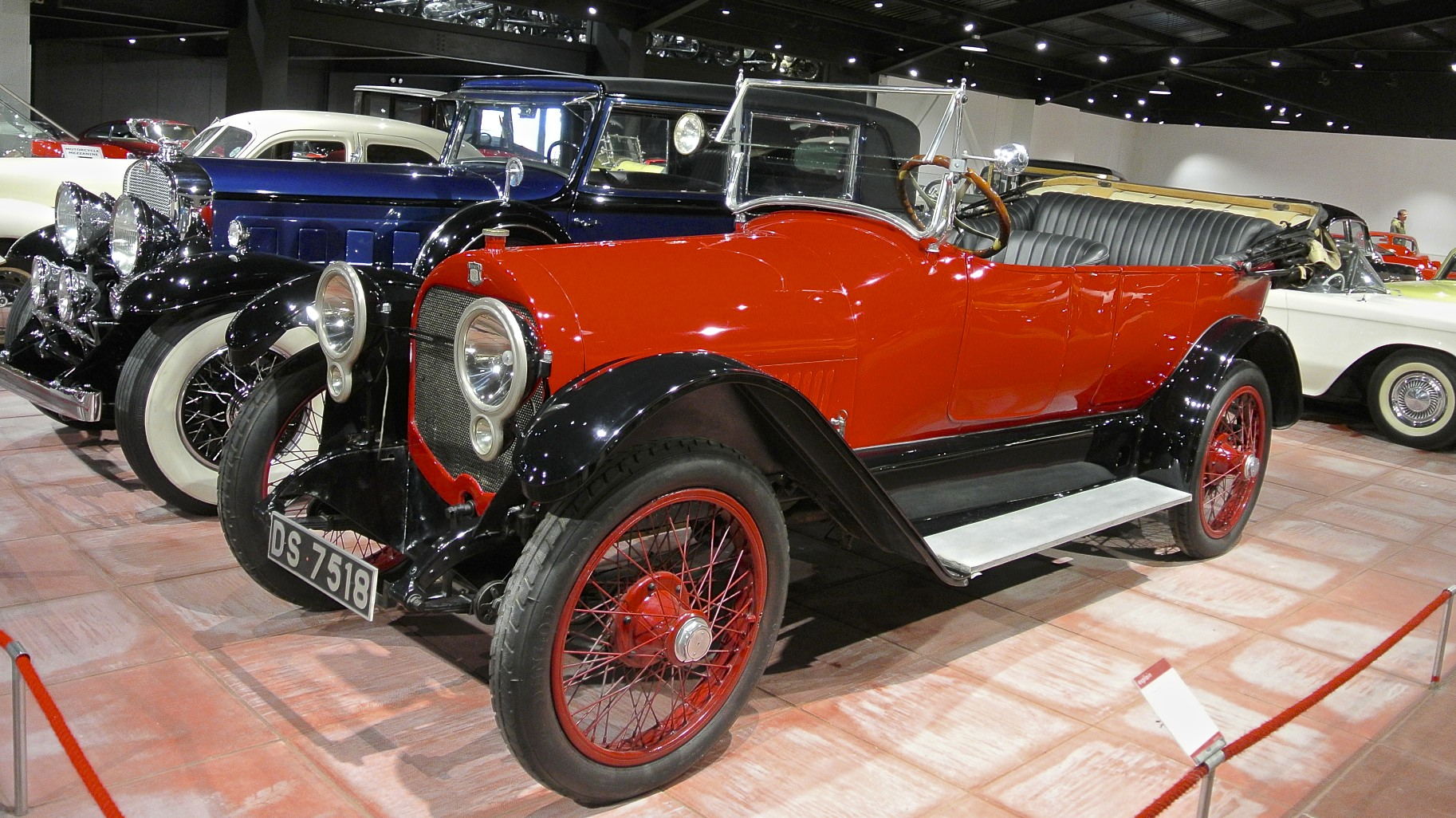
Haynes Light 12 von 1917

Haynes Automobile Company, hervorgegangen aus Haynes-Apperson Automobile Company, war ein früher US-amerikanischer Automobilhersteller.

## Unternehmensgeschichte
Elwood P. Haynes hatte 1893 einen Motor gekauft. Er wandte sich an den Riverside Machine Shop der Brüder Elmer und Edgar Apperson, um ein Automobil mit diesem zu bauen. Am 4. Juli 1894 war es fertig für die erste Probefahrt. Weitere Einzelstücke folgten.
Im Mai 1898 gründeten die Partner die Haynes-Apperson Automobile Company in Kokomo in Indiana. Die Serienproduktion begann. Der Markenname lautete Haynes-Apperson.
1901 trennten sich die Partner, woraufhin die Appersons 1902 die Apperson Brothers Automobile Company gründeten. Elwood Haynes blieb im Unternehmen. Er behielt dem Markennamen bis Juni 1904 bei, bevor er ihn auf Haynes änderte.
Erst im September 1905 erfolgte die Umfirmierung in Haynes Automobile Company.
In den 1920er Jahren liefen die Geschäfte schlecht. 1923 gab es Gerüchte zu einer Fusion zwischen Haynes, Winton und Dorris, die jedoch nicht durchgeführt wurde. Im September 1924 begann die Insolvenz. Im Januar 1925 wurde beschlossen, nur noch vorhandene Teile zu montieren. In dem Jahr wurde das Unternehmen aufgelöst.
Elwood Haynes starb im April 1925 an Lungenentzündung.

## Modelle
Das erste Fahrzeug von 1894, der Haynes-Apperson Pioneer, hatte einen Einzylinder-Zweitaktmotor von der Sintz Gas Engine Company mit 1 PS Leistung. Später wurde ein doppelt so starker Motor von Sintz eingebaut.
Zwischen 1898 und 1901 gab es den 7/8 HP mit einem Zweizylindermotor. Die offenen Aufbauten boten wahlweise Platz für zwei, vier oder sechs Personen.
Von 1902 bis 1903 gab es ein schwächeres Zweizylindermodell mit 8 PS Leistung als Runabout und ein stärkeres Zweizylindermodell mit 12 PS Leistung als Phaeton und Surrey.
1904 standen zwei Modelle im Sortiment. Das Zweizylindermodell leistete 12 PS, hatte 193 cm Radstand und war als zweisitziger Tourenwagen karosseriert. Ein größeres Modell hatte einen Vierzylindermotor. Das Fahrgestell hatte 236 cm Radstand. Die Tourenwagen boten Platz für vier Personen.
Ab 1906 gab es nur noch Vierzylindermotoren. Der erste Sechszylindermotor wurde im Modell 23 1913 vorgestellt. Ab Ende 1913 gab es für alle Modelle elektrische Vorwahlgetriebe von Vulcan. 1914 wurde das letzte Vierzylindermodell, der 28, hergestellt und ab 1916 gab es einen V12-Motor mit 5986 cm³ Hubraum und zunächst 60 bhp (44 kW) in den Modellen 40 und 41. Bis 1922 war dieser Light Twelve im Angebot; insgesamt wurden nur 650 Stück gebaut.
1923, kurz vor Schließung der Firma, führte Haynes den 57 ein, den es mit 3073 mm Radstand als viertürige Limousine mit fünf Sitzen, dreisitziges Coupé und zweisitzigen Roadster gab. Die Wagen waren komplett mit Front- und Heckstoßfänger, Scheibenrädern, „Wind Wings“, Sonnenblenden, „künstlerisch gestalteten Stufen“ (Trittbrettern) und „besonderen Kotflügeln“ ausgestattet. Bis September 1924 wurden noch Fahrzeuge mit Sechszylindermotoren angeboten, das zuletzt hergestellte Modell 60 kostete nur noch 1295 US-Dollar. Im Januar 1925 entstanden noch einmal 200 Limousinen aus Restteilen.

### Modellübersicht der Marke Haynes-Apperson
| Jahr      | Modell | Zylinder | Leistung (PS) | Radstand (cm) | Aufbau                                      |
| --------- | ------ | -------- | ------------- | ------------- | ------------------------------------------- |
| 1898–1901 | 7/8 HP | 2        | 7/8           |               | Carriage 2-sitzig und 4-sitzig und 6-sitzig |
| 1902–1903 | 8 HP   | 2        | 8             |               | Runabout                                    |
| 1902–1903 | 12 HP  | 2        | 12            |               | Phaeton, Surrey                             |
| 1904      | 12 HP  | 2        | 12            | 193           | Tourenwagen 2-sitzig                        |
| 1904      | Four   | 4        |               | 236           | Tourenwagen 4-sitzig                        |

### Modellübersicht der Marke Haynes
| Modell              | Bauzeitraum | Zylinder | Leistung               | Radstand     |
| ------------------- | ----------- | -------- | ---------------------- | ------------ |
| 12 hp               | 1904        | 2 Boxer  | 11 bhp (8,1 kW)        | 1930 mm      |
| Vierzylinder        | 1904        | 4 Reihe  |                        | 2362 mm      |
| L / M               | 1905        | 2 Boxer  | 18 bhp (13,2 kW)       | 2083 mm      |
| K                   | 1905        | 4 Reihe  | 40 bhp (29 kW)         | 2743 mm      |
| O                   | 1906        | 4 Reihe  | 35 bhp (26 kW)         | 2464 mm      |
| R                   | 1906        | 4 Reihe  | 50 bhp (37 kW)         | 2743 mm      |
| S                   | 1907–1908   | 4 Reihe  | 30 bhp (22 kW)         | 2591–2616 mm |
| V                   | 1907        | 4 Reihe  | 50 bhp (37 kW)         | 2692 mm      |
| T                   | 1907        | 4 Reihe  | 50 bhp (37 kW)         | 2743 mm      |
| W                   | 1908        | 4 Reihe  | 45 bhp (33 kW)         | 2743 mm      |
| U                   | 1908        | 4 Reihe  | 60 bhp (44 kW)         | 2997 mm      |
| X                   | 1909        | 4 Reihe  | 36 bhp (26,5 kW)       | 2845 mm      |
| 19                  | 1910        | 4 Reihe  | 36 bhp (26,5 kW)       | 2807 mm      |
| Y                   | 1911        | 4 Reihe  | 40 bhp (29 kW)         | 3175 mm      |
| 20                  | 1911–1912   | 4 Reihe  | 28–30 bhp (20,6–22 kW) | 2896 mm      |
| 21                  | 1912        | 4 Reihe  | 40 bhp (29 kW)         | 3048 mm      |
| Y                   | 1912        | 4 Reihe  | 60 bhp (44 kW)         | 3239 mm      |
| 24                  | 1913        | 4 Reihe  | 35 bhp (26 kW)         | 2997 mm      |
| 22                  | 1913        | 4 Reihe  | 40 bhp (29 kW)         | 3048 mm      |
| 23                  | 1913        | 4 Reihe  | 50 bhp (37 kW)         | 3302 mm      |
| 28                  | 1914        | 4 Reihe  | 35 bhp (26 kW)         | 2997 mm      |
| 26                  | 1914        | 6 Reihe  | 50 bhp (37 kW)         | 3302 mm      |
| 27                  | 1914        | 6 Reihe  | 50 bhp (37 kW)         | 3454 mm      |
| 32                  | 1915        | 6 Reihe  | 48 bhp (35 kW)         | 3073 mm      |
| 30                  | 1915        | 6 Reihe  | 55 bhp (40 kW)         | 3073 mm      |
| 31                  | 1915        | 6 Reihe  | 65 bhp (48 kW)         | 3073 mm      |
| 34                  | 1916        | 6 Reihe  | 55 bhp (40 kW)         | 3073 mm      |
| 35                  | 1916        | 6 Reihe  | 55 bhp (40 kW)         | 3226 mm      |
| 40 / 41             | 1916        | 12 V     | 60 bhp (44 kW)         | 3226 mm      |
| 36 / 38 “Light Six” | 1917–1918   | 6 Reihe  | 29,4 bhp (21,6 kW)     | 3073 mm      |
| 37 / 39 “Light Six” | 1917–1919   | 6 Reihe  | 29,4 bhp (21,6 kW)     | 3226 mm      |
| ”Light Twelve”      | 1917–1919   | 12 V     | 36,3 bhp (27 kW)       | 3226 mm      |
| 45 “Light Six”      | 1920        | 6 Reihe  | 51 bhp (38 kW)         | 3226 mm      |
| 46 “Light Twelve”   | 1920        | 12 V     | 62 bhp (46 kW)         | 3226 mm      |
| 47 “Light Six”      | 1921        | 6 Reihe  | 50 bhp (37 kW)         | 3353 mm      |
| 48 “Light Twelve”   | 1921–1922   | 12 V     | 70 bhp (51 kW)         | 3353 mm      |
| 55                  | 1922        | 6 Reihe  | 50 bhp (37 kW)         |              |
| 75                  | 1922        | 6 Reihe  | 75 bhp (55 kW)         | 3353 mm      |
| 57                  | 1923        | 6 Reihe  | 55 bhp (40 kW)         | 3073 mm      |
| 77                  | 1923        | 6 Reihe  | 70 bhp (51 kW)         | 3353 mm      |
| 60                  | 1924–1925   | 6 Reihe  | 50 bhp (37 kW)         | 3073 mm      |

## Produktionszahlen
Insgesamt entstanden über 58.000 Fahrzeuge.
| Jahr  | Produktionszahl |
| ----- | --------------- |
| 1897  | 3               |
| 1898  | 5               |
| 1899  | 30              |
| 1900  | 192             |
| 1901  | 240             |
| 1902  | 248             |
| 1903  | 237             |
| 1904  | 233             |
| 1905  | 243             |
| 1906  | 238             |
| 1907  | 308             |
| 1908  | 367             |
| 1909  | 363             |
| 1910  | 1.083           |
| 1911  | 1.110           |
| 1912  | 1.310           |
| 1913  | 1.336           |
| 1914  | 1.883           |
| 1915  | 5.610           |
| 1916  | 9.813           |
| 1917  | 5.586           |
| 1918  | 2.236           |
| 1919  | 3.746           |
| 1920  | 3.993           |
| 1921  | 6.021           |
| 1922  | 5.637           |
| 1923  | 4.231           |
| 1924  | 2.129           |
| 1925  | 330             |
| Summe | 58.761          |